# Svenska Dövidrottsförbundet
Svenska Dövidrottsförbundet är ett specialidrottsförbund för dövidrott. Det bildades den 6 november 1913 och består idag av 47 klubbar med cirka 5000 medlemmar.
Förbundet är världens näst äldsta dövidrottsförbund samt fick status som medlemsförbund hos Sveriges Riksidrottsförbund (RF) år 1995. Förbundskansliet finns på Idrottens hus, Stockholm och i Örebro.
Svensk dövidrott erbjuder barn, ungdomar och vuxna idrott i en teckenspråkig omgivning. Förbundets stora engagemang, vilja och ambition syns inom bredd- och elitidrotten. Förbundet arbetar med utbildning, tävling och representation både nationellt och internationellt. Reglerna är samma som för hörande men vissa moment kan anpassas med t.ex. visuella signaler. Dövidrotten bedrivs i Sverige i många olika idrotter. Idag har Svenska Dövidrottsförbundet landslag i 15 olika idrottsgrenar. För att delta i svenska och internationella mästerskapstävlingar krävs minst 55 Db hörselnedsättning för deltagande enligt ICSD:s bestämmelser.
Svenska Dövidrottsförbundet tillhör det Nordiska Baltiska Dövidrottsförbundet (NBDI) och European Deaf Sports Organization (EDSO) och International Committee of Sports for the Deaf (ICSD). Deaflympic har arrangerats vart fjärde år efter olympisk modell sedan 1924. Världsmästerskap, Europamästerskap, Nordiska Baltiska Mästerskap och internationella utbyten har bedrivits sedan lång tid tillbaka.
Tidningen Dövsport är förbundets officiella organ som utkommer 6 gånger per år. Förbundet ansvarar även för Riksidrottsgymnasiet för döva (RIG), i Örebro.
Namn över tiden har varit: Svenska Dövstummas Idrottsförbund (1913–1927), Svenska Dövstummas Idrottsorganisation (1927–1950), Sveriges Dövas Idrottsorganisation (1950–1968), Sveriges Dövas Idrottsförbund (1968–2007)